# Drobo

Drobo är en ort i västra Ghana. Den är huvudort för distriktet Jaman South, och folkmängden uppgick till 12 753 invånare vid folkräkningen 2010. Drobo har växt samman med några omgivande samhällen, bland annat Japekrom (7 193 invånare 2010), och denna tätort har cirka 30 000 invånare.